# Episodi de L'ispettore Derrick (ventiduesima stagione)
La ventiduesima stagione della serie televisiva L'ispettore Derrick, composta da 12 episodi, è stata trasmessa in Germania nel 1995 sul canale ZDF.
| nº Prima TV Germania | nº Produzione | nº Stagione x nº Episodio | Titolo originale                | Titolo italiano                     | Prima TV Germania | Prima TV Italia  | Anno Produzione |
| -------------------- | ------------- | ------------------------- | ------------------------------- | ----------------------------------- | ----------------- | ---------------- | --------------- |
| 243                  | 243           | 22x01                     | Katze ohne Ohren                | Il gatto senza orecchi              | 6 gennaio 1995    | 8 aprile 1996    | 1994            |
| 244                  | 244           | 22x02                     | Anruf aus Wien                  | Chiamata da Vienna                  | 3 febbraio 1995   | 15 aprile 1996   | 1994            |
| 245                  | 245           | 22x03                     | Ein Mord, zweiter Teil          | Un omicidio: secondo tempo          | 24 marzo 1995     | 7 ottobre 1996   | 1994            |
| 246                  | 246           | 22x04                     | Teestunde mit einer Mörderin?   | The con l'assassino                 | 28 aprile 1995    | 21 ottobre 1996  | 1994            |
| 247                  | 247           | 22x05                     | Ein Mord und lauter nette Leute | Persone perbene                     | 26 maggio 1995    | 14 ottobre 1996  | 1994            |
| 248                  | 248           | 22x06                     | Kostloffs Thema                 | Il palcoscenico della morte         | 23 giugno 1995    | 4 novembre 1996  | 1994            |
| 249                  | 249           | 22x07                     | Derricks toter Freund           | L'amico perduto                     | 14 luglio 1995    | 28 ottobre 1996  | 1995            |
| 250                  | 250           | 22x08                     | Eines Mannes Herz               | Il cuore di un uomo                 | 18 agosto 1995    | 11 novembre 1996 | 1995            |
| 251                  | 251           | 22x09                     | Dein Bruder, der Mörder         | Il fratello assassino               | 8 settembre 1995  | 17 marzo 1997    | 1995            |
| 252                  | 252           | 22x10                     | Die Ungerührtheit der Mörder    | Colloquio con un omicida            | 6 ottobre 1995    | 24 marzo 1997    | 1995            |
| 253                  | 253           | 22x11                     | Herr Widanje träumt schlecht    | I sogni proibiti del signor Widanje | 17 novembre 1995  | 7 aprile 1997    | 1995            |
| 254                  | 254           | 22x12                     | Mitternachtssolo                | Assolo di mezzanotte                | 15 dicembre 1995  | 14 aprile 1997   | 1995            |

## Il gatto senza orecchi
- Titolo originale: Katze ohne Ohren
- Diretto da: Horst Tappert
- Scritto da: Herbert Reinecker
- Interpreti:[1] Horst Tappert - Stephan Derrick, Fritz Wepper - Harry Klein, Willy Schäfer - Willy Berger, Svenja Pages - Karina Wienand, Peter Kremer - Manfred Mauser, Robinson Reichel - Andreas Klausen, Enzi Fuchs - signora Klausen, Karin Anselm - Frau Wienand, Karlheinz Hackl - Dr. Kostiz, Gerhard Smitt-Thiel - Jakobsen, Günter Clemens

### Trama
Dopo aver guardato un talk show televisivo, Karina Wienand, giovane donna fidanzata con Manfred Mauser, uno spacciatore di droga che vende la merce fuori dagli istituti scolastici, viene rapita da un discorso fatto dal Dr. Kostiz, un noto fisico che si occupa del buco dell'ozono e del futuro delle prossime generazioni, così decide di incontrarlo privatamente per parlargli. Il giorno dopo Kostiz ha un incontro in una casa di cura per tossicodipendenti, Karina è presente e si è portata dietro Andreas Klausen, un giovane tossicodipendente, cliente di Manfred. Ormai in crisi di coscienza, Karina lascia Manfred Mauser e si impegna a salvare Andreas dal tunnel della droga, il quale momentaneamente riesce ad uscirne, ma ci ripiomba ben presto. In seguito Manfred viene assassinato nel parcheggio del suo condominio.

## Chiamata da Vienna
- Titolo originale: Anruf aus Wien
- Diretto da: Dietrich Haugk
- Scritto da: Herbert Reinecker
- Interpreti:[2] Horst Tappert - Stephan Derrick, Fritz Wepper - Harry Klein, Willy Schäfer - Willy Berger, Peter Fricke - Achim Bach, Jutta Kammann - Ulrike Bach, Veronika Fitz - Charlotte, Subille Widauer - Babette Bach, Klaus Höhne - direttore di polizia, Jaron Löwenberg - Büttner, holger Daemgen, Michael Kamp, Sabine Knoll, Tobias Maehler, Helmut Rühl

### Trama
Babette Bach, figlia di Achim, banchiere, e di Ulrike, vive con il padre in una lussuosa villa. Viene rapita mentre si sta recando all'università per seguire un corso di storia dell'arte. Quando Achim si accorge che la ragazza tarda ad arrivare, telefona un po' in giro. All'improvviso arriva la chiamata dei rapitori, che chiedono un riscatto di un milione di marchi in contanti. Inoltre i rapitori si raccomandano di non contattare la polizia. Il giorno dopo il banchiere si fa procurare i soldi richiesti e li mette in una valigia. Uno dei rapitori passa in casa del banchiere con un passamontagna a ritirare il riscatto, ma Achim, forse involontariamente, lo uccide con un colpo di pistola. Per la ragazza sembra ormai non esserci più speranza per salvarla. Derrick e Klein arrivano in casa di Achim Bach. L'uomo con il passamontagna viene identificato, si tratta di Erich Zorner. Derrick è ben cosciente che si è appena compiuto un omicidio, ma vuole salvare la ragazza ed ha in mente un piano azzardato che coinvolge Charlotte, la moglie di Zorner.

## Un omicidio: secondo tempo
- Titolo originale: Ein Mord, zweiter Teil
- Diretto da: Alfred Weidenmann
- Scritto da: Herbert Reinecker
- Interpreti:[3] Horst Tappert - Stephan Derrick, Fritz Wepper - Harry Klein, Willy Schäfer - Willy Berger, Wolf Roth - Rudolf Kollau, Gudrun Landgrebe - Agnes Braun, Edwin Noël - Arno Braun, Stefan Wigger - Dottor Gossler, Franjo Marincic - Badoni

### Trama
Rudolf Kollau viene liberato dopo sette anni di carcere. L'uomo fu arrestato all'epoca da Derrick, perché aveva ucciso l'amante della moglie Agnes. Nel frattempo il Dottor Gossler, psicologo della prigione, incontra Derrick per dirgli che Kollau è sostanzialmente un criminale perfetto. Con la scusa di trovare un posto per piazzare i suoi numerosi libri letti in carcere, Kollau si insedia in casa della sua ex moglie, che nel frattempo si è sposata con Arno Braun. Mentre Arno Braun, che ha due figli dal precedente matrimonio e lavora per le ferrovie al servizio merci, mostra un atteggiamento amichevole, Agnes ha paura di Kollau. Derrick e Gossler temono che Kollau voglia uccidere la sua ex moglie.

## Un the con l'assassino
- Titolo originale: Teestunde mit einer Mörderin?
- Diretto da: Alfred Weidenmann
- Scritto da: Herbert Reinecker
- Interpreti:[4] Horst Tappert - Stephan Derrick, Fritz Wepper - Harry Klein, Willy Schäfer - Willy Berger, Ursula Lingen - Agnes Ortner, Christina Plate - Isabel Bruhns, Thomas Kretschmann - Roland, Barbara Kutzer - Bettina, Erland Erlandsen

### Trama
Isabel Bruhns viene trovata morta nel suo appartamento dal suo amante, Roland. Isabelle era l'infermiera di Agnes Ortner, una ricca signora che soffre di osteoporosi. Roland è il marito della Ortner, molto più giovane di lei. Quando Derrick e Klein iniziano le indagini, Agnes Ortner offre loro una tazza di tè.

## Persone perbene
- Titolo originale: Ein Mord und lauter nette Leute
- Diretto da: Theodor Grädler
- Scritto da: Herbert Reinecker
- Interpreti:[5] Horst Tappert - Stephan Derrick, Fritz Wepper - Harry Klein, Willy Schäfer - Willy Berger, Klausjürgen Wussow - Jakob Bienert, Sky Dumont - Konrad Kelpe, Christoph Eichhorn - Hans Bienert, Julia Dahmen - Lona Winter, Christine Buchegger - Isolde Steinhoff, Sona MacDonald - Hannah Kelpe, Christiane Hammacher - Dottoressa Wolfen, Klaus Herm - sacerdote, Christiane Roßbach, Valentina Pindur

### Trama
Ruth Winter, una giovane prostituta, viene trovata uccisa da Konrad Kelpe. Ruth è stata soffocata con un cuscino nella sua stanza. Ruth frequentava clienti molto ricchi e con il suo lavoro poteva mantenere gli studi collegiali di sua sorella Lona. Una volta saputo del fatto, nonché della vera professione che esercitava la sorella, Lona vuole venire a Monaco per vedere l'assassino.

## Il palcoscenico della morte
- Titolo originale: Kostloffs Thema
- Diretto da: Dietrich Haugk
- Scritto da: Herbert Reinecker
- Interpreti:[6] Horst Tappert - Stephan Derrick, Fritz Wepper - Harry Klein, Gerd Anthoff - Henry Kostloff, Nikolaus Gröbe - Joachim Wessling, Christoph Mainusch - Rob Kremer, Nadine Neumann - Sally Worms, Maria Becker - signora Kostloff

### Trama
Henry Kostloff, proprietario, nonché direttore, autore, scenografo e regista di un piccolo teatro sperimentale, denuncia la scomparsa di Arnold Kieler, un giovane di ventidue anni originario di Cottbus che viveva da qualche tempo a casa sua. Kostloff aveva consigliato Kieler di esercitare la voce in una cava di pietra. Il cadavere di Kieler viene trovato accoltellato proprio nella cava di pietra. In precedenza Kostloff aveva ospitato altri due giovani, come Kieler originari della ex Germania Est, che sono misteriosamente scomparsi.

### Colonna sonora
- Aleksandr Nikolaevič Skrjabin, Le Poème de l'extase Op.54

## L'amico perduto
- Titolo originale: Derricks toter Freund
- Diretto da: Theodor Grädler
- Scritto da: Herbert Reinecker
- Interpreti:[7] Horst Tappert - Stephan Derrick, Fritz Wepper - Harry Klein, Willy Schäfer - Willy Berger, Christiane Hörbiger - Martha Hauser, Walter Renneisen - Arno Beckmann, Traugott Buhre - Werner Hauser, Gertraud Jesserer - Ilse Stein, Jürgen Schmidt - Leo Körner, Roswitha Schreiner - Helga Hauser Trenk, Peter Bertram - Roland Trenk, Lothar Mann - signor Stein, Robert Naegele - Dr. Schröder

### Trama
Arno Beckmann sta parlando al telefono con la sua amica Martha Hauser quando sente suonare il campanello dell'appartamento. Arno viene colpito da tre colpi di pistola e muore. Arno era cresciuto in un orfanotrofio, non aveva alcuna istruzione, era disoccupato e aveva alcuni precedenti penali. Attualmente viveva nell'appartamento prestato da Martha Hauser. Martha Hauser aveva conosciuto Arno, dopo aver risposto ad un annuncio su un quotidiano. Nonostante fosse cresciuto in un ambiente difficile, Arno era una persona molto sensibile, tanto da far toccare il cuore delle donne. Era diventato un buon amico non solo di Martha Hauser, ma anche di Helga, figlia di Martha, Helga e di Ilse Stein. Questa relazione era però malvista dai tre mariti.

## Il cuore di un uomo
- Titolo originale: Eines Mannes Herz
- Diretto da: Alfred Weidenmann
- Scritto da: Herbert Reinecker
- Interpreti:[8] Horst Tappert - Stephan Derrick, Fritz Wepper - Harry Klein, Willy Schäfer - Willy Berger, Walter Schmidinger - Ludwig Dalinger, Sonka Sutter - Eva Dalinger, Wolf Roth - Arnold Bertram, Nikolaus Gröbe - Rolf Kirchheimer, Ralf Schermuly - Hugo Kirchheimer, Claudia Butenuth - signora Kirchheimer, Günter Clemens - poliziotto, Kurt Weinzierl - portiere dell'albergo

### Trama
Ludwig Dalinger è arrivato in una cittadina vicino a Monaco. Arrivato all'albergo fa alcune domande al portiere sulla famiglia Kirchheimer. I portiere risponde che Hugo Kirchheimer è una persona in gamba ed è stato consigliere comunale. Kirchheimer ha due figli, Rolf e Ulrike, quest'ultima scomparsa misteriosamente due anni prima. Dalinger si reca da Hugo Kirchheimer presentandosi come scrittore interessato ai casi di persone scomparse. Chiede di vedere le foto di Ulrike, una bella ragazza. Poco dopo Dalinger si suicida gettandosi sotto un treno in corsa. Dispone che il suo cuore venga lasciato alla famiglia Kirchheimer. Proprio due anni prima Dalinger era stato sottoposto a un trapianto cardiaco.

## Il fratello assassino
- Titolo originale: Dein Bruder, der Mörder
- Diretto da: Hans-Jürgen Tögel
- Scritto da: Herbert Reinecker
- Interpreti:[9] Horst Tappert - Stephan Derrick, Fritz Wepper - Harry Klein, Willy Schäfer - Willy Berger, Peter von Strombeck - Hubert Basler, Holger Handtke - Randolf Basler, Eva Kotthaus - Liane Basler, Carin Christina Tietze - Vera Podewil, Kurt Weinzierl - Karl Podewil, Edith Behleit - signora Wunderlich

### Trama
Il cadavere di una prostituta, Herta Podewil, viene appoggiato nell'uscio di casa dove vivono i genitori e la sorella. Dopo il rinvenimento del cadavere, arriva una telefonata anonima a Karl Podewil, il padre di Herta, che chiede se è arrivata la polizia. L'uomo risponde affermativamente e viene chiusa la chiamata. Arrivano Derrick e Klein, che chiedono a genitori di Herta dove viveva, loro non ne sapevano nulla. Arriva la sorella Vea che accompagna Derrick e Klein nell'appartamento di Herta e trovano Nina, la figlia di solo quattro anni. La mattina successiva, mentre Karl Podewil litiga con Vera perché vuole lasciare la bambina in orfanotrofio, arriva nel negozietto di famiglia un cliente di nome Hubert Basler. Basler non compra nulla e prende a cuore il destino di Nina.

## Colloquio con un omicida
- Titolo originale: Die Ungerührtheit der Mörder
- Diretto da: Helmuth Ashley
- Scritto da: Herbert Reinecker
- Interpreti:[10] Horst Tappert - Stephan Derrick, Fritz Wepper - Harry Klein, Willy Schäfer - Willy Berger, Marion Kracht - Sophie Lauer, Michael Mendl - Ali Klais, Mario Irrek - Johannes Keller, Petra Bischoff - Ingeborg Noll, Renate Grosser - Ruth Bronner, Wolf Roth - Professor Weiland, Geoge Lenz - Geissler, Melanie Rühmann - Hanna

### Trama
Per la fine dell'anno scolastico il Professor Weiland propone ai suoi allievi un tema sulla mente di un omicida. Alcuni giorni dopo viene portato in classe Ali Kleis, appena rilasciato dal carcere per aver brutalmente assassinato una ragazza. Partecipano all'incontro anche Derrick, Klein e la psicologa Sophie Lauer. Inizialmente titubanti, i ragazzi tempestano di domande Klais. La discussione degenera un po' e Klais se ne va. Una ragazza, Hanna, è rimasta sconvolta dal feroce delitto e si è messa a piangere in classe. Qualche giorno dopo Derrick viene a sapere che i ragazzi e Sophie Lauer frequentano il bar gestito dalla sorella di Klais.

## I sogni proibiti del signor Widanje
- Titolo originale: Herr Widanje träumt schlecht
- Diretto da: Alfred Weidenmann
- Scritto da: Herbert Reinecker
- Interpreti:[10] Horst Tappert - Stephan Derrick, Fritz Wepper - Harry Klein, Willy Schäfer - Willy Berger, Gudrun Landgrebe - Agnes Voss, Eleonore Weisgerber - Gerda Widanje, Gabriele Dossi - Benda Scholze, Henry van Lyck - Karl Widanje, Philipp Moog - Dr. Dahlau, Julia Brendler - Dina Kergal, Dirk Galuba - Victor Eppler, George Lenz - Hans Kergal, Edwin Noël - Kergal padre

### Trama
Karl Widanje viene ucciso sulla porta di casa con due colpi di pistola, in pieno petto e al braccio sinistro e, nella caduta, ha riportato un trauma cranico. Gli hanno sparato sul soglio della porta, dall'interno. Al momento dell'omicidio la moglie Gerda si trovava da un'amica, la psicologa Agnes Voss. Il giorno dopo Derrick ha un colloquio con Agnes Voss e con il sostituto procuratore Dahlau che spiegano chi era veramente Widanje. Widanje era un commerciante di cinquantadue anni, più volte accusato di violenza carnale. Tempo prima Dina Kergal, una ragazzina, aveva accusato Widanje di violenza sessuale, ma la denuncia venne ritirata quando il padre di Dina ottiene un posto di lavoro nella ditta di Widanje.

## Assolo di mezzanotte
- Titolo originale: Mitternachtssolo
- Diretto da: Helmuth Ashley
- Scritto da: Herbert Reinecker
- Interpreti:[11] Horst Tappert - Stephan Derrick, Fritz Wepper - Harry Klein, Udo Samel - Thomas Randel, Susanne Uhlen - Inge Prasko, Winfried Glatzeder - Benjamin Prasko, Michael Zittel - Gus Doppler, Peter Krüger - Conny Kieler, Edgar Walther - Arthur Bolz

### Trama
Arthur Bolz viene trovato ucciso con un colpo di pistola nel petto da due donne delle pulizie nel locale di cui era proprietario. Bolz era stato ucciso nel suo ufficio e il cadavere è stato portato nel locale. Derrick e Klein interrogano immediatamente Benhiamin Prasko, il direttore del locale, Gus Doppler, il barista e Conny Kieler, il disc-jockey. I tre non ne sanno nulla. Derrick sospetta che l'assassino, o gli assassini, siano stati disturbati da qualcosa o da qualcuno mentre trasportavano il cadavere. Dato che Prasko risulta possedere una pistola dello stesso calibro usata nell'omicidio, Derrick e Klein vogliono parlarne. Quando Derrick e Klein arrivano nel locale, trovano Prasko, assieme alla moglie Inge, a Doppler e a Kieler, che sta facendo un colloquio con Thomas Randel, una guardia giurata che ha appena lasciato il lavoro.

### Colonna sonora
- Take That, Back for Good
- The Connells, '74-'75
- Louis Armstrong, What a Wonderful World
- Janet Jackson, If
- Elton John, Believe